# Lotto Sachsen-Anhalt

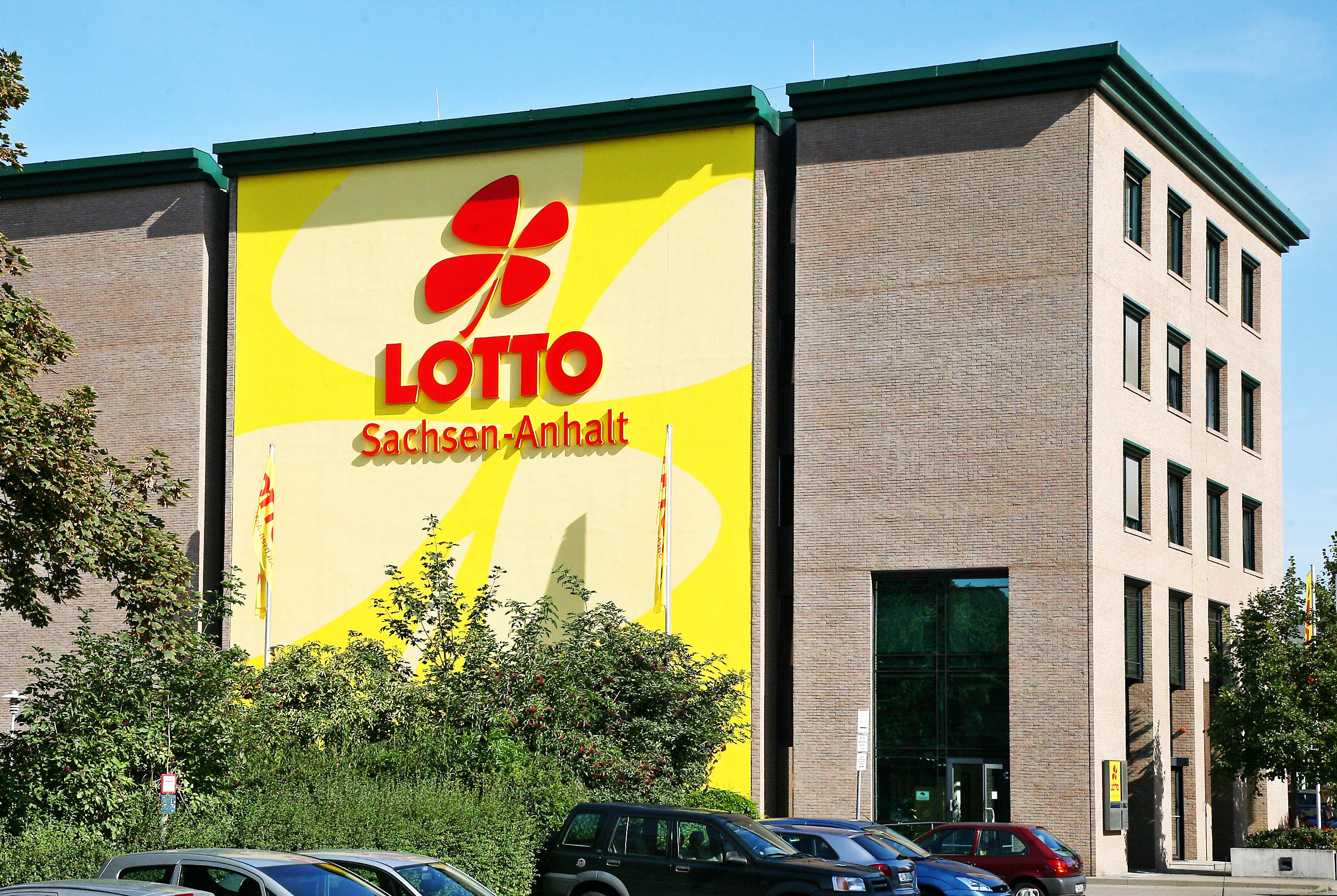
Das LOTTO-Haus in Magdeburg, Sitz des Unternehmens.

Die Lotto-Toto GmbH Sachsen-Anhalt (kurz: LOTTO Sachsen-Anhalt) ist die
Lottogesellschaft des Landes Sachsen-Anhalt. Alleiniger Gesellschafter ist das Land Sachsen-Anhalt, vertreten durch das Ministerium der Finanzen.
Organe der Gesellschaft sind die Gesellschafterversammlung, der Aufsichtsrat der Lotto-Toto GmbH Sachsen-Anhalt sowie die Geschäftsführung. Der Beirat der Lotto-Toto GmbH Sachsen-Anhalt berät den Aufsichtsrat bei der Vergabe von Lotteriefördermitteln.

## Geschichte
LOTTO Sachsen-Anhalt wurde am 26. September 1991 gegründet. Rechtsgrundlage ist der Gesellschaftsvertrag vom gleichen Tag in seiner Fassung vom 19. Juli 2012. Der Sitz der Zentrale der Lottogesellschaft ist in der Landeshauptstadt Magdeburg. Das Unternehmen bildet aus und hat rund 87 Mitarbeiter. LOTTO Sachsen-Anhalt ist seit 22. Januar 1993 Mitglied im Deutschen Lotto- und Totoblock (DLTB). Außerdem ist das Unternehmen Mitglied der Weltvereinigung der Lotterien World Lottery Association (WLA) und der Europäischen Vereinigung der Staatlichen Lotterien und Totogesellschaften European State Lotteries and Toto Association (EL).

## Aufgaben
LOTTO Sachsen-Anhalt befindet sich im Eigentum des Landes Sachsen-Anhalt. Aufgabe der Gesellschaft ist die Wahrnehmung der ordnungsrechtlichen Aufgabe der Sicherstellung eines Glücksspielangebotes durch Veranstaltung und Vermittlung von Lotterien und ähnlichen Spielangeboten, die den Bedarf erwachsener Sachsen-Anhalter nach diesem Freizeitvergnügen abdecken. Auf jegliche Aufforderung zum Spiel wird verzichtet.
LOTTO Sachsen-Anhalt vertreibt seine Produkte in maximal 680 Lotto-Verkaufsstellen in Sachsen-Anhalt sowie im Web.

## Grundlagen
Rechtsgrundlage für die Veranstaltung und Vermittlung von Lotterien und Wetten sind das Glücksspielgesetz des Landes Sachsen-Anhalt und der Staatsvertrag zur Neuregulierung des Glücksspielwesens in Deutschland (Glücksspielstaatsvertrag 2021) vom 29. Oktober 2020, beide veröffentlicht durch das vierte Gesetz zur Änderung glücksspielrechtlicher Vorschriften (Viertes Glücksspielrechtsänderungsgesetz) vom 23. April 2021 (GVBl. LSA 2021, S. 160 ff.) sowie die vom Ministerium für Inneres und Sport des Landes Sachsen-Anhalt erteilten Konzessionen und Lotterieerlaubnisse. Rechtsgrundlage aller Spielverträge sind jeweils die Teilnahmebedingungen.
LOTTO Sachsen-Anhalt arbeitet mit Forschungseinrichtungen auf dem Gebiet der Suchtprävention zusammen und nutzt deren Erkenntnisse. Zudem besteht über den DLTB eine Kooperationsvereinbarung mit der Bundeszentrale für gesundheitliche Aufklärung (BZgA).

## Spielangebote
LOTTO Sachsen-Anhalt vertreibt in den Lotto-Verkaufsstellen in Sachsen-Anhalt und/oder unter www.lottosachsenanhalt.de folgende Produkte:
- LOTTO 6aus49
- Eurojackpot
- Spiel 77
- SUPER 6
- GlücksSpirale
- TOTO 13er-Ergebniswette und 6aus45-Auswahlwette
- BINGO!, die Umweltlotterie
- Sofortlotterien: Rubbel-Luzi u. a. Rubbellose
- Silvester-Glücksrakete
- KENO und plus 5

## Gewinne
Seit 1991 wurden 119 Lottospieler in Sachsen-Anhalt zu Lottomillionären. Der mit 45 Millionen Euro höchste Gewinn in der Unternehmensgeschichte glückte am 6. Juli 2018 einem Ehepaar im Süden Sachsen-Anhalts bei Eurojackpot.
Im Jahr 2022 wurden bei LOTTO Sachsen-Anhalt 826-mal Gewinne ab 5.000 Euro erzielt.

## Lotteriefördermittel
Von jedem Euro, der für ein Produkt von LOTTO Sachsen-Anhalt ausgegeben wird, kommen rund 20 Cent dem Gemeinwohl in Sachsen-Anhalt zugute.
Davon werden rund 12,5 % durch LOTTO Sachsen-Anhalt als Lotteriefördermittel direkt vergeben. Dies erfolgt projektbezogen auf Antrag von gemeinnützigen Vereinen bzw. Verbänden in Sachsen-Anhalt. Die höchstmögliche Förderung liegt bei 75.000 Euro für einen Antrag. Im Jahr 2022 wurden 365 gemeinnützige Projekte mit 6,9 Millionen Euro gefördert. Davon gingen rund 2,6 Millionen Euro an den Sport und rund 2,4 Millionen Euro an die Kultur. Die kirchliche Denkmalpflege wurde mit rund 1,2 Millionen Euro unterstützt, soziale Vorhaben mit rd. 300.000 Euro und der Umweltschutz mit rund 360.000 Euro.